# Monodiamesa
Monodiamesa is een muggengeslacht uit de familie van de Dansmuggen (Chironomidae).

## Soorten
- M. alpicola (Brundin, 1952)
- M. bathyphila (Kieffer, 1918)
- M. depectinata Saether, 1973
- M. ekmani (Brundin, 1949)
- M. nigra Brundin, 1947
- M. nitida (Kieffer, 1918)
- M. prolilobata Saether, 1973
- M. tuberculata Saether, 1973